# Inlåst
Inlåst var en svensk realityserie som sändes i TV4 under hösten 2009, där svenska tonårspojkar fick bo i fängelse under en kort period tillsammans med en grupp svenska före detta brottslingar, vars uppgift var att inspirera ungdomarna att lämna sina kriminella liv bakom sig.
I fängelseledningen fanns bland andra AnnBritt Grünewald.